# 来間大橋

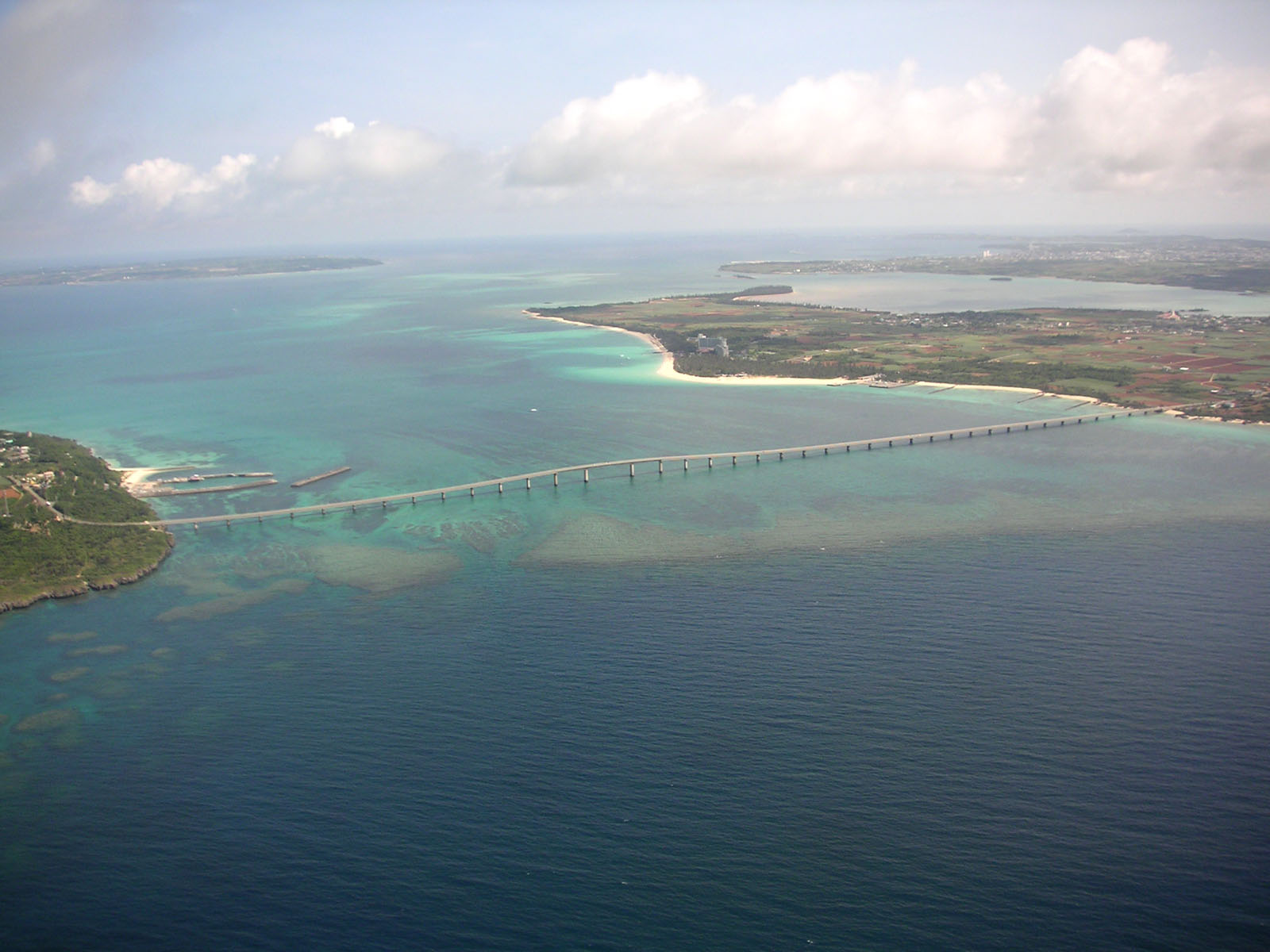
来間大橋（左手が来間島、右手が宮古島）

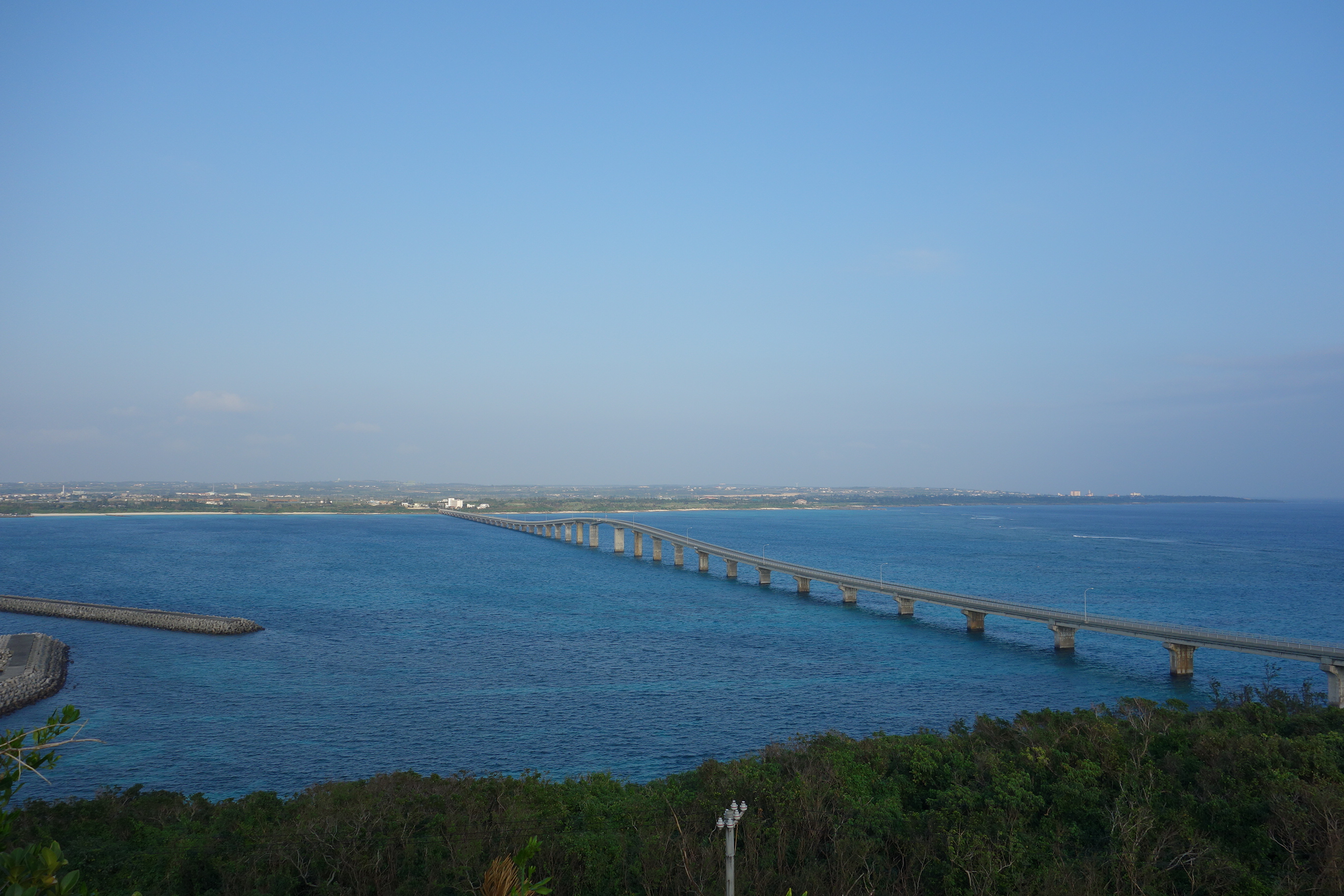
来間島から見た来間大橋

来間大橋（くりまおおはし）は、沖縄県宮古島市南西部に位置し宮古島と来間島とを結ぶ全長1,690mの橋。1995年3月13日に開通した。
もともとは農道の一部として整備された橋で、開通時には農道橋として日本最長であった。その後、2001年に下地町の町道の一部となり、2005年の市町村合併に伴い宮古島市の市道来間大橋線の一部となっている。
また、2005年に古宇利大橋に抜かれるまでは、1992年2月開通の池間大橋を抜いて沖縄県内最長の橋であった。現在では、宮古列島では伊良部大橋に次ぐ2番目の長さとなっている。

## 概要
宮古島側の宮古島市下地字与那覇と来間島側の宮古島市下地字来間とを結ぶ橋で、1988年7月に着工し、1995年3月に開通。構造は、航路部が3径間連続箱桁橋、一般部が3径間連結T桁橋および中空床版橋から成っている。全長1,690mで、50トン級の船舶が航行できるように、中央部が盛り上がった形状をしており、中央部の海面（既往最高潮位）から桁下までの高さは13.5mとされている。
車道の下には、宮古島の地下ダムから灌漑用水や電気を送るパイプラインが付設され、来間島の農業を支えている。
橋からは、エメラルドグリーンの海や、宮古島側に広がる与那覇前浜の白砂のビーチを見渡すことができる。また、2019年まで、この橋は全日本トライアスロン宮古島大会のバイクコースの一部となっていた。